# Чемпионат России по тхэквондо 2013
Чемпионат России по тхэквондо 2013 года среди мужчин и женщин проходил с 13 по 17 ноября в подмосковном Красноармейске. В соревнованиях приняли участие 425 спортсменов из 50 регионов страны.

## Медалисты

### Мужчины
| Весовая категория | Золото                                                     | Серебро                                 | Бронза                                                                        |
| ----------------- | ---------------------------------------------------------- | --------------------------------------- | ----------------------------------------------------------------------------- |
| до 54 кг          | Сейфулла Магомедов · Дагестан                              | Алексей Лукьянов · Башкортостан         | Станислав Денисов · Москва Станислав Денисов · Чувашия                        |
| до 58 кг          | Руслан Поисеев · Москва                                    | Шалва Шубитидзе · Новосибирская область | Жанат Искаков · Челябинская область Ваха Ельмурзаев · Чечня                   |
| до 63 кг          | Арман Иргалиев · Московская область · Астраханская область | Эльдар Тетакаев · Дагестан              | Владислав Нахушев · Челябинская область Болат Изутдинов · Москва              |
| до 68 кг          | Алексей Денисенко · Ростовская область                     | Вячеслав Минин · Челябинская область    | Василий Никитин · Санкт-Петербург Никита Кривейченко · Санкт-Петербург        |
| до 74 кг          | Альберт Гаун · Алтайский край                              | Саид Устаев · Карачаево-Черкесия        | Филипп Белов · Краснодарский край Алек Дадаев · Москва                        |
| до 80 кг          | Антон Котков · Карелия                                     | Владислав Ларин · Карелия               | Сергей Дозорцев · Новосибирская область Фаиль Зартдинов · Ульяновская область |
| до 87 кг          | Иван Никитин · Санкт-Петербург                             | Ашот Саакьянц · Ростовская область      | Александр Пряжников · Москва Расул Тауболатов · Чечня                         |
| свыше 87 кг       | Юрий Кириченко · Дагестан                                  | Роман Кузнецов · Иркутская область      | Арсен Цинаридзе · Татарстан Ярослав Митрофанов · Татарстан                    |

### Женщины
| Весовая категория | Золото                                                         | Серебро                                  | Бронза |
| ----------------- | -------------------------------------------------------------- | ---------------------------------------- | --- |
| до 46 кг          | Анастасия Валуева · Липецкая область                           | Мария Смирнова · Санкт-Петербург         | Анна Нередько · Москва Ольга Калюжная · Приморский край                                                                      |
| до 49 кг          | Екатерина Пулина · Карелия                                     | Светлана Игуменова · Воронежская область | Яна Энговатова · Ростовская область Юлия Кустова · Челябинская область                                                       |
| до 53 кг          | Екатерина Крамаренко · Ростовская область · Краснодарский край | Анастасия Лаптева · Челябинская область  | Александра Лычагина · Москва Дарья Лобанова · Краснодарский край                                                             |
| до 57 кг          | Юлия Волкова · Краснодарский край                              | Мария Маврина · Ростовская область       | Марина Дроздова · Красноярский край Дарья Журавлева · Санкт-Петербург                                                        |
| до 62 кг          | Ольга Смолина · Санкт-Петербург                                | Кристина Хафизова · Москва               | Арина Животкова · Челябинская область Юлия Турутина · Самарская область                                                      |
| до 67 кг          | Анастасия Барышникова · Челябинская область                    | Анна Алёшина · Челябинская область       | Юлия Шерева · Ростовская область Анастасия Диденко · Ханты-Мансийский автономный округ — Югра                                |
| до 73 кг          | Алина Икаева · Москва                                          | Карина Жданова · Татарстан               | Александра Потапова · Челябинская область Гузель Курбанова · Челябинская область                                             |
| свыше 73 кг       | Ольга Иванова · Челябинская область                            | Елизавета Должикова · Москва             | Анастасия Веретехина · Ханты-Мансийский автономный округ — Югра Ксения Татаринова · Ханты-Мансийский автономный округ — Югра |